# 도쿄 바이스
도쿄 바이스(Tokyo Vice)는 J. T. 로저스가 제작하고 제이크 아델스타인의 2009년 회고록을 기반으로 한 미국 범죄 드라마 TV 시리즈이다. 앤설 엘고트, 와타나베 켄, 레이철 켈러, 이토 히데아키, 쇼 카사마츠, 엘라 룸프, 키쿠치 린코, 야마시타 토모히사, 마야 미키, 쿠보즈카 요스케가 출연한다. 이 시리즈는 도쿄 야쿠자를 조사하는 미국 언론인 아델스타인(Elgort)을 중심으로 한다. 도쿄 바이스의 첫 번째 시즌은 2022년 4월 7일 HBO 맥스에서 첫 방송되었으며, 두 번째 시즌은 2024년 2월 8일 맥스에서 첫 방송되었다. 이 시리즈는 설정, 미학, 캐릭터에 대한 칭찬과 함께 일반적으로 긍정적인 평가를 받았다. 2024년 6월, 시리즈는 두 시즌 만에 취소되었다.

## 전제
1999년 미국 탐사기자 제이크 아델스타인은 도쿄로 이주해 일본 주요 신문사에 취직해 첫 외신 기자가 됐다. 조직범죄수사대의 베테랑 형사의 지휘를 받는 아델스타인은 "도쿄에서는 살인이 일어나지 않는다"는 도시(및 신문)의 공식 노선에 따라 생활하면서 어둡고 위험한 야쿠자의 세계를 탐구한다.